# Martin Henglein
Martin Henglein (* 20. Dezember 1882 in Sonderriet; † 9. März 1963 in Karlsruhe) war ein deutscher Mineraloge.
Henglein studierte an den Universitäten Darmstadt, Heidelberg und Freiberg. 1909 wurde er mit der Dissertation Über Kristallformen des Anatas zum Dr. phil. promoviert. 1911 habilitierte er sich an der Bergakademie in Freiberg. Nach dem Ersten Weltkrieg wurde er 1917 außerordentlicher Professor beziehungsweise später außerplanmäßiger Professor für Kristallographie und Mineralchemie an der TH Karlsruhe.
Martin Henglein publizierte unter anderem über die Schwerspate des Freiberger Bergreviers, die Erz- und Minerallagerstätten des mittleren Schwarzwaldes und die Gesteine des Sudetenlandes beiderseits der Elbe.
Seit 1902 war Henglein Mitglied der Landsmannschaft Zaringia Heidelberg. 1961 wurde er Ehrenmitglied des Oberrheinischen Geologischen Vereins (OGV).

## Veröffentlichungen
- Lötrohrprobierkunde – Qualitative Analyse mit Hilfe des Lötrohres, Göschen, Leipzig 1910.
- Erz- und Minerallagerstätten des Schwarzwaldes , Schweizerbart, 1924.
- Die Gesteine des Sudetengaus beiderseits der Elbe, Roth, Berlin 1939.